# Dreaming of You
Dreaming of You és el cinquè àlbum de Selena.

## Temes
1. I Could Fall in Love
2. Captive Heart
3. I'm Getting Used To You
4. God's Child (Baila Conmigo)
5. Dreaming of You
6. Missing My Baby
7. Wherever You Are (Donde Queria Que Estes)
8. Techno Cumbia
9. El Toro Relajo
10. Como La Flor
11. Tu, Solo Tu
12. Bidi Bidi Bom Bom

## Album Chart
| Any               | Chart                      | Posició | Referències | Setmana |
| ----------------- | -------------------------- | ------- | ----------- | ------- |
| 5 d'agost de 1995 | Billboard 200              | 1       | [ 1 ]       | 49      |
| August 5, 1995    | Billboard Latin Albums     | 1       | [ 3 ]       | 128     |
| August 5, 1995    | Billboard Latin Pop Albums | 1       |             | 104     |